# Lars von Trier
Lars von Trier (registrado al nacer como Lars Trier; Copenhague, 30 de abril de 1956) es un director de cine, guionista, productor de cine y director de fotografía danés. Destaca por su fuerte personalidad creativa y es considerado uno de los directores más innovadores y multidisciplinares del cine actual, a pesar de la controversia de algunas de sus obras. Junto a Thomas Vinterberg estableció las reglas del manifiesto Dogma 95.

## Biografía
Nació en Copenhague (Dinamarca) el 30 de abril de 1956. 
Lars von Trier fue uno de los creadores de Dogma 95, un movimiento cinematográfico con el cual se llama al regreso de historias más creíbles en la industria fílmica, al uso mínimo de los efectos especiales.
Su primera película como graduado de la escuela de cine fue Forbrydelsens Element (El elemento del crimen). A pesar de alcanzar un mayor reconocimiento con películas como Europa, von Trier se consagró como uno de los directores de cine más importantes de Europa en 1996 con Rompiendo las olas.
Esta última producción, junto con Bailando en la oscuridad (donde actúan la cantante islandesa Björk, la actriz francesa Catherine Deneuve y el sueco Peter Stormare) y Los idiotas o Dogma #2, forma la trilogía Los corazones de oro. Von Trier ha venido preparando una nueva trilogía en torno a los Estados Unidos, cuya primera entrega fue Dogville de 2003, donde actúa la actriz australiana Nicole Kidman. La segunda parte, titulada Manderlay, se estrenó en 2005. La tercera aún no se ha estrenado, y el título será Washington.
Lars von Trier también se dedica a la pintura, y uno de sus cuadros se exhibe en la última planta del castillo de Hillerod, en Dinamarca. Refleja un universo casi monocromático y angustiante, como en sus películas.

### Infancia e interés por el cine
Lars Von Trier se crio en un ambiente de cinéfilos. Consiguió a la edad de 11 años su primera cámara, una Super 8 con la que filmaba a sus amigos en producciones caseras y entró en la escuela de cine de Copenhague en la década de 1980. En 1981 y 1982 ganó varios premios en el Festival de Cine de Múnich por sus películas de estudiante.
En 1983, después de haberse graduado, estrenó su ópera prima: El elemento del crimen (1984), con la que logró llamar la atención en el Festival de Cine de Cannes, donde recibió los premios al Gran Logro Técnico y la Cámara de Oro para las Óperas Primas.
Von Trier agregó “von” a su nombre cuando el profesor Gert Fredholm lo sorprendió junto con otros colegas de curso, en la sala de montaje, por la noche, y les recordó que era hora de cerrar; los alumnos respondieron increpándole hasta ponerlo fuera de sí. A los insultos, el profesor respondió diciendo: "sois peores que los niñatos de Sealand", con lo que se refería a los hijos de los burgueses de Copenhague. Y justo después les incitó a poner un "von" delante de sus apellidos, para que así todo el mundo los reconociera. Sus compañeros no le hicieron caso, pero para Lars el tener algo en común con los directores Erich von Stroheim y Josef von Sternberg le atraía, y decidió cambiar su nombre.
Lars von Trier continuó con su Trilogía Europa en 1987, con la película Epidemic, acerca de un director de cine –interpretado por él mismo- que trata de juntar dinero para hacer una película acerca de un virus que diezmaba a Alemania.
Después de Medea, realizada para la televisión danesa en 1988, von Trier culminó su trilogía europea con Europa  en 1991, una comedia negra ubicada en la posguerra de la Segunda Guerra Mundial en Alemania. Europa consiguió llamar la atención de sus espectadores con el uso de superposiciones, proyección trasera y cambios dramáticos entre escenas en blanco y negro y color. Retitulada Zentropa para la versión estadounidense (para no ser confundida con la película Europa Europa) Europa le dio a von Trier el reconocimiento cinematográfico. Desilusionado por su tercer puesto en el Festival de Cannes, aceptó el premio con un agradecimiento al “enano” presidente del jurado Roman Polański.
Lars von Trier continuó experimentando con su visión fílmica a través de un proyecto de filmación llamado Dimensión, que constará de segmentos de tres minutos durante treinta años. Los resultados de esta película todavía están por verse.
Rebelado contra su pasado al enterarse, a través de su padre biológico, de la muerte de su madre y de que a su padre no le importaba von Trier, además de convertirse al catolicismo, terminó con el perfeccionismo de su trilogía europea. Por su honestidad, admiraba el trabajo iconoclasta de Carl Theodor Dreyer, con su castidad artística autoimpuesta. Fue así como se convirtió en el coautor de Dogma 95, al lado de Dane Thomas Vinterberg, con quien lanzó un llamado colectivo que exhorta al regreso de historias más creíbles en la industria fílmica sin el uso de los efectos especiales y centradas principalmente en un uso técnico mínimo.
Por este motivo, sus películas se ruedan con cámara al hombro, sólo en contadas ocasiones con una cámara fija. Una de las características fundamentales de este tipo de películas es que se utiliza la iluminación natural y el tipo de edición es imprevisto con algunas escenas y tomas, cortadas en medio del diálogo de los personajes, que no encajan con los tiempos, lo que les da un aspecto documental o informal, para crear un mayor realismo (sobre todo en momentos críticos), aspecto que la crítica puede considerar un método de abreviación.
En junio de 1989 Lars von Trier se describió a sí mismo en una entrevista como "un melancólico danés masturbándose en la oscuridad ante las imágenes de la industria del cine". A pesar de que buscaba una audiencia más amplia con películas de habla inglesa, consiguió, gracias a su éxito, la resurrección del cine escandinavo.
En 1992 Trier fundó su propio estudio, Zentropa (nombre proveniente de una compañía ferroviaria ficticia en su película Europa).

### Trabajo en la televisión danesa
Lars von Trier también ha dirigido series para la televisión danesa: The Kingdom (Riget) y The Kingdom II, un par de miniseries, filmadas en 16 milímetros, acerca de un hospital embrujado. La muerte de Ernst-Hugo Jaregard en 1998 impidió que von Trier realizara la tercera versión de The Kingdom. Tal vez un relanzamiento llevado a cabo por el escritor Stephen King, basado en la serie de von Trier, titulado Stephen King’s Kingdom Hospital, llegue a las pantallas a través de la cadena norteamericana ABC.

### Reconocimiento de la crítica por su punto de vista dramático
Por su película Rompiendo las olas, acerca del sacrificio de una mujer y su martirio sexual, se destacó con la intervención del cinematógrafo Robby Müller y el surgimiento de la nueva actriz Emily Watson, quien interpretó un papel intenso y de carácter simple, von Trier recibió el Premio Especial del Jurado en el Festival de Cine de Cannes. La película estaba segmentada en capítulos coloreados, realizados por el pintor Pers Kirkeby. Emily Watson recibió una nominación al Óscar a la mejor actriz.
Después del éxito alcanzado por Celebración, de Vinterberg, von Trier presentó en 1998 su propio trabajo de Dogma con la película The Idiots, película rodada en video digital por la que logró llamar la atención al negarse a cortar una secuencia de desnudos para una escena de orgía y limitarse solamente a cubrir los genitales con barras negras. En 1999 von Trier se sintió ofendido cuando los productores realzaron los colores artificialmente para el lanzamiento en video, algo que iba en contra del movimiento del Dogma 95.
En 1999, después de haber sido el productor ejecutivo de una novela para la televisión de Dinamarca llamada Morten Korch, se embarcó en la realización de un drama musical; fue así como en 2000 realizó Dancer in the Dark, por la que recibió la Palma de Oro en Cannes por Mejor Película y Mejor Actriz para la cantante islandesa Björk, quien hizo el papel de Selma, una inmigrante checa que va perdiendo la vista.
Con Dancer in the Dark (Bailando en la oscuridad) von Trier pudo sorprender nuevamente al público con el uso de cien cámaras digitales fijas, empleadas para las escenas de la canción de Björk I've Seen It All, las cuales transcurren en un tren en movimiento. Por otra parte, la canción fue nominada a un Óscar a la mejor canción en 2001.

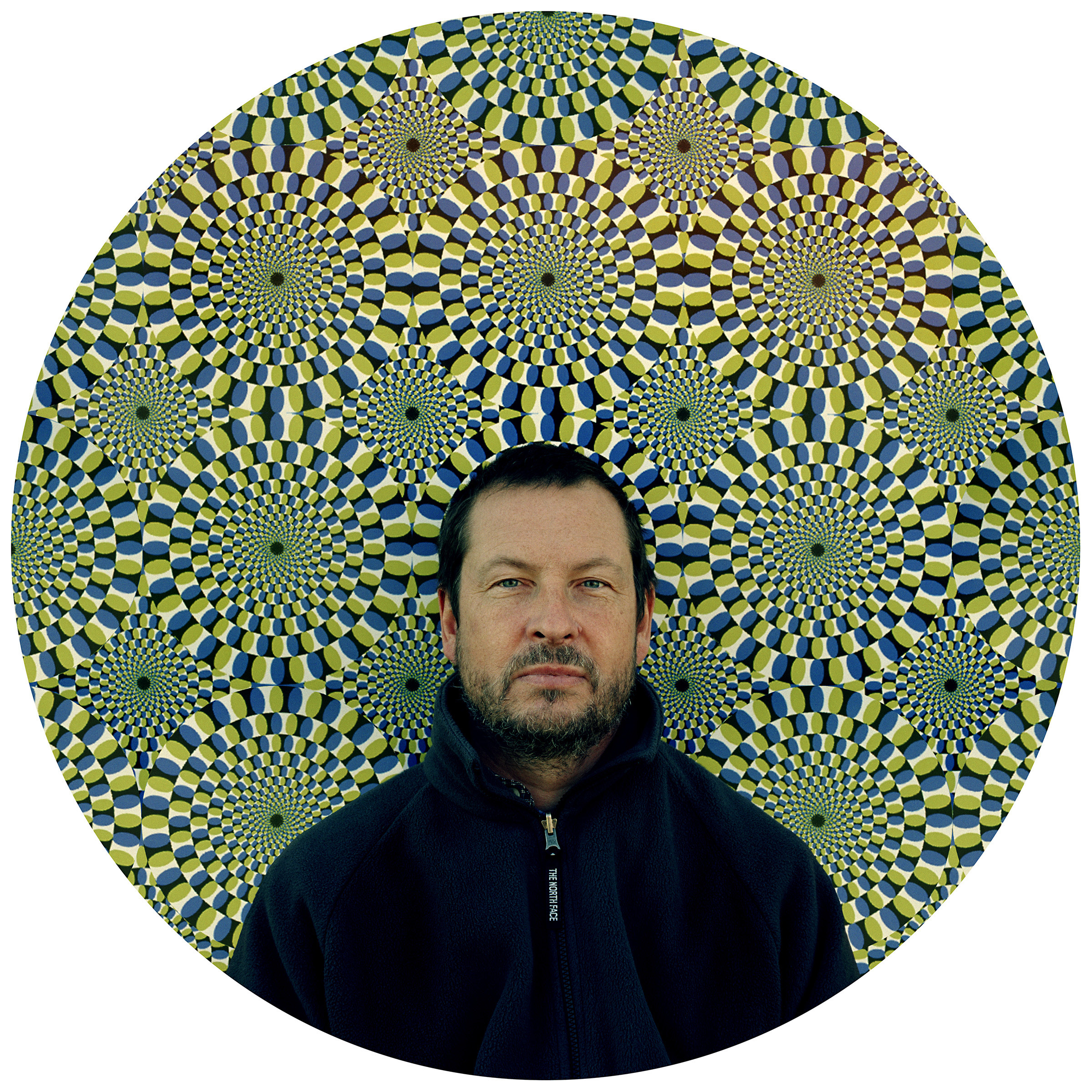
Lars von Trier fotografiado por Oliver Mark, Copenhague 2003

Con Dancer in the Dark, von Trier inició su fijación por Estados Unidos, con lo que inició su nuevo proyecto: una trilogía sobre la sociedad estadounidense. La primera de las películas que conformaría esta trilogía fue Dogville (2003), que se rodó íntegramente en el interior de un hangar cerrado, con un decorado mínimo, y con marcas en el suelo para indicar muros y otros elementos de atrezzo. En ella, la actriz australiana Nicole Kidman encarna el papel de Grace, una mujer que está escapando de un pasado misterioso.
En Manderlay, segunda parte de la trilogía, von Trier lleva a Grace, en esta ocasión interpretada por al actriz Bryce Dallas Howard, hasta una plantación explotada por esclavos, y vuelve a hacer hincapié en la vida de un grupo de personajes que sufren y son humillados continuamente por una sociedad individualista impulsada por el egoísmo, el poder y los intereses personales.
En el Festival de Cannes de 2009 presenta Antichrist, polémica película protagonizada por Willem Dafoe, que recibe duras críticas por sus escenas de sexo y automutilación.
En cuanto a sus trabajos a partir de 2010, Melancolía es un drama psicológico sobre el fin del mundo, protagonizado por Kirsten Dunst. La película se estrenó en el Festival de Cannes de 2011 con una acogida bastante buena, a pesar de la polémica que despertaron las declaraciones del director danés sobre su postura con respecto a la ideología nazi.
Von Trier anunció que, después de Melancolía, comenzaría la producción de Nymphomaniac, una película dividida en dos partes sobre el despertar sexual de una mujer (interpretada por Charlotte Gainsbourg, quien apareció también en el proyecto anterior del cineasta danés).
En 2018, von Trier estrenó en Cannes su película más reciente, titulada La casa de Jack, que sigue la trayectoria de un asesino en serie, interpretado por Matt Dillon. Actualmente está produciendo Études, una película antológica compuesta de diez segmentos en blanco y negro, cada uno de diez minutos de duración, inspirados en un estudio musical.
Una peculiaridad acerca de von Trier es que tiene aviofobia (pánico a volar), y por este motivo jamás ha salido más allá de lo que se lo permiten las carreteras, lo que ha dificultado su trabajo en las ocasiones en las que sus películas se basan en territorios extranjeros como los Estados Unidos, para lo cual siempre ha recurrido a emplazamientos en Dinamarca y sus alrededores.

## Controversias

### Polémicas
El 19 de mayo de 2011, el Festival de Cannes declaró al cineasta "persona non grata", con su consiguiente expulsión del festival. La polémica se desató después de que von Trier afirmó: "Comprendo a Hitler... creo que hizo algunas cosas malas, sí, puedo verlo sentado en su búnker al final... Entiendo al hombre, no fue lo que llamaríamos un buen tipo, pero lo entiendo bastante y simpatizo un poco con él. Pero no estoy con la Segunda Guerra Mundial, y no estoy en contra de los judíos. No, ni siquiera contra Susanne Bier... Eso también fue un chiste. Los aprecio mucho. Bueno, no demasiado, porque Israel es un dolor de cabeza. ¿Cómo escapo de esta frase? [...] Ok, soy nazi".
Las declaraciones las hizo por la mañana. Esa misma tarde emitió un comunicado público en el que pedía disculpas: "Si he herido a alguien con mis palabras de esta mañana en la rueda de prensa, le pido disculpas sinceramente [...] No soy antisemita, ni tengo prejuicios raciales de ningún tipo, ni soy nazi". Posteriormente declaró a la prensa que todo fue una "broma muy pesada", y que en la rueda de prensa un periodista francés ubicado en Cannes, debido según el cineasta a su "mal inglés", le hizo una pregunta que quizá interpretó mal, argumentando que "yo mismo soy judío, tengo amigos judíos y hacemos bromas entre nosotros".

### Acusaciones de acoso sexual
El 16 de octubre de 2017, la cantante islandesa Bjork lo acusó implícitamente de acoso sexual, indicando en un post en su Facebook personal, haber sido víctima de acoso sexual "por parte de un director danés". Siendo Dancer in the Dark la única película que ella ha rodado, cuyo director es von Trier. Lo acusó de tocarla indebidamente, de haber intentado manipularla desde su posición de director y de haberla maltratado después de que ella lo rechazara. Por su parte, von Trier negó las acusaciones, aunque admitió que hubo incidentes entre ambos en el set.

## Filmografía
- Ochidégartneren (The Orchid Gardener) (dirección, guion, edición, cinematografía, actuación en el papel de Victor Morse) (1977)
- Menthe – la bienheureuse (dirección, guion, edición, cinematografía, actuación en el papel del conductor) (1979)
- Nocturne (dirección y guion) (1980–1981)
- Den Sidste Detalje (The Last Detail) (dirección) (1981)
- Befrielsesbilleder (Image of relief) (dirección y guion) (1982)
- Forbrydelsens Element (El elemento del crimen) (dirección, guion, actuación como Schmuck of Ages, operador de cámara de la segunda unidad) (1984, primera parte de la trilogía Europa)
- Epidemic (dirección, guion, edición, actuación como Lars/Dr. Mesmer) (1987, segunda parte de la trilogía Europa)
- Medea (dirección y guion) (1988) (TV)
- Europa (dirección, guion, guion de filmación, actuación como judío) (1991, tercera parte de la trilogía Europa)
- Riget (The Kingdom) (dirección, guion, actuación como él mismo) (1994) (miniserie de televisión)
- Rompiendo las olas (dirección y guion) (1996, primera parte de la trilogía Golden Heart)
- Riget II (The Kingdom II) (dirección, guion, actuación como él mismo) (1997) (miniserie de televisión)
- Idioterne (The Idiots) (dirección, guion, cinematografía, actuación: voz de entrevistador) (1998, segunda parte de la trilogía Golden Heart)
- D-dag (dirección) (2000) (televisión)
- D-dag – Lise (dirección) (2000) (televisión)
- Bailando en la oscuridad (dirección, guion, operador de cámara, letra de canciones: Cvalda, In The Musicals; con Björk, Mark Bell, Sjón; I’ve Seen It All, Scatterheart, 107 Steps y New World, con Björk y Sjón) (2000, tercera parte de la trilogía Golden Heart)
- D-dag – Den færdige film (D-dag – Editors Cut) (dirección) (2001) (televisión)
- Dogville (dirección, guion, operador de cámara) (2003) (primera parte de la trilogía U.S.A.)
- De Fem Benspænd (´Las cinco condiciones´, con segmentos de la película The Perfect Human: Avedøre, Denmark) (dirección, guion, actuación, como el Obstructor) (2003)
- Manderlay (dirección, guion) (2005) (segunda parte de la trilogía U.S.A.)
- El jefe de todo esto (Direktøren for det hele) (2007)
- Anticristo (2009) (primera parte de la Trilogía de la depresión)
- Melancolía (2011) (segunda parte de la Trilogía de la depresión)
- Nymphomaniac (2013) (tercera parte de la Trilogía de la depresión)
- The House That Jack Built (2018) (dirección, guion)
- Washington (no ha sido producida hasta ahora, tercera parte de la trilogía U.S.A.)
- The Kingdom Exodus (The Kingdom III) (dirección, guion, actuación como él mismo) (2022) (miniserie de televisión)

### Filmografía como colaborador
- Hemmelig Sommer (actuación como Lars Trier) (1969)
- Kaptajn Klyde og hans venner vender tilbage (actuación como Lars Trier) (1980)
- En Verden til forskel (A World of Difference) (actuación como taxista) (1989)
- Lærerværelset (guion) (1994) (miniserie de televisión)
- I Am Curious (como él mismo) (1995)
- Tranceformer - A Portrait of Lars von Trier ((1997)
- Kvinnan i det låsta rummet (agradecimiento) (1998) (miniserie de televisión)
- Hela härligheten (Love Fools) (agradecimiento) (1998)
- Constance (coproductor ejecutivo) (sin créditos) (1998). Versión danesa: Constance - uddrag fra en ung piges dagbog (versión erótica)
- De Ydmygede (The Humiliated) (como él mismo) (1998)
- Lars from 1-10 (como él mismo) (1998)
- Pink Prison (coproductor ejecutivo) (sin créditos) (1999)
- I Lars von Triers rige (como él mismo) (1999) (televisión)
- Store Klaus og lille Lars (como él mismo) (1999) (serie de televisión)
- Morten Korch - Solskin kan man altid finde (como él mismo) (1999)
- Kopisten (The Copier) (como él mismo) (1999)
- Foot on the Moon (como él mismo) (1999)
- D-dag - Instruktørene (aparece dirigiendo) (2000) (televisión)
- D-dag - Boris (asistente de dirección) (2000) (televisión)
- D-dag - Carl (asistente de dirección) (2000) (televisión)
- D-dag - Niels-Henning (asistente de dirección) (2000) (televisión)
- Von Trier's 100 øjne (Von Trier's 100 Eyes) (como él mismo) (2000)
- The Name of this Film Is Dogme 95 (como él mismo) (2000)
- 100 Cameras: Capturing Lars Von Trier's Visión (como él mismo) (2000)
- HotMen CoolBoyz [Coproductor ejecutivo] (sin créditos) (2000)
- De Udstillede (The Exhibited) (guion, aparición como él mismo) (2000)
- Digtere, divaer og dogmebrødre (como él mismo) (2001) (miniserie de televisión. Episodio 1.8 “2000”) (archivo fílmico)
- The 2001 IFP/West Independent Spirit Awards (como él mismo) (2001) (televisión)
- De Lutrede (The Purified) (como él mismo) (2002)
- Wilbur quiere suicidarse (consultor de guion) (2002)
- Trier, Kidman og Cannes (como él mismo) (2003) (televisión)
- Dogville Confessions (agradecimiento, aparición como él mismo) (2003)
- A Boy Named Joshua (aparece como él mismo) (2004)
- Dear Wendy (guion) (2004)
- Kingdom Hospital (guion de personajes) (2004) (serie de televisión)
- All About Anna (coproductor ejecutivo) (sin créditos) (2005)

### Apariciones como invitado en televisión
- Mens vi venter på kometen [papel de él mismo. Episodio #1.5] (2001)

## Premios y distinciones
Premios Óscar
| Año  | Categoría              | Película                 | Resultado |
| ---- | ---------------------- | ------------------------ | --------- |
| 2001 | Mejor canción original | Bailando en la oscuridad | Nominado  |

Festival Internacional de Cine de Cannes
| Año  | Categoría              | Película                 | Resultado |
| ---- | ---------------------- | ------------------------ | --------- |
| 1991 | Premio del Jurado      | Europa                   | Ganador   |
| 1996 | Gran Premio del Jurado | Breaking the Waves       | Ganador   |
| 2000 | Palma de Oro           | Bailando en la oscuridad | Ganador   |